# 联合国安全理事会第28号决议
联合国安理会28号决议是于1947年8月6日在联合国安全理事会第177次会议上通过的。该决议是关于希腊问题的，以10票赞成，1票弃权通过。
决议决定设立一个小组委员会，由曾对希腊问题提出过议案或者修正案的成员国组成，以研究新的提案供安理会讨论通过。